# Atlas-Linie
Die Atlas Line war eine britische, in Liverpool ansässige Reederei, die 1901 als Atlas-Linie von der HAPAG übernommen wurde. Die HAPAG verband mit der Atlas-Linie New York und Häfen in Westindien, Kolumbien und Mittelamerika.

## Geschichte
1870 wurde von der HAPAG ein Westindiendienst von Hamburg nach Trinidad beschlossen, der in Konkurrenz zu englischen und französischen Diensten eingerichtet wurde. Drei ältere Dampfer wurden für das neue Fahrtgebiet umgerüstet und im März 1871 eröffnete die Bavaria diesen monatlichen Dienst. Bald wurde der Endpunkt der Linie von Trinidad nach Saint Thomas verlegt und weitere Häfen und Zubringerlinien besonders für Passagiere einbezogen. Nach anfänglichen starken Verlusten verbesserten sich die Ergebnisse ab 1874 geringfügig, auch weil der Konkurrent, der Norddeutsche Lloyd, den Westindien-Dienst aufgab. Jedoch wurden die Schiffe nur wenig von Passagieren angenommen, sie bevorzugten englische und französische Schiffe. Daher wurde der Passagierdienst der HAPAG 1879 eingestellt und nur noch reine Frachter eingesetzt. Ab 1880 versahen sechs Frachter mit 14-täglichen Abfahrten den Liniendienst. Eine Rundreise dauerte drei Monate, damit wurde Gewinn eingefahren. Ab 1901 wurde der Dienst nach der Übernahme der Atlas-Linie neu geordnet und auch für Passagiere attraktiv.

## Atlas-Linie der Hapag
Der „Atlas-Dienst“ hatte mehrere Linien von New York nach Westindien, Kolumbien und Zentralamerika. Um 1913 waren es fünf Linien, die von jeweils zwei Schiffen 14-täglich bedient wurden. Es wurden aufgrund der starken ausländischen Konkurrenz moderne Schiffe der Prinzen-Klasse und zwei Kühlschiffe mit anspruchsvollen Passagiereinrichtungen eingesetzt.

### Linie A

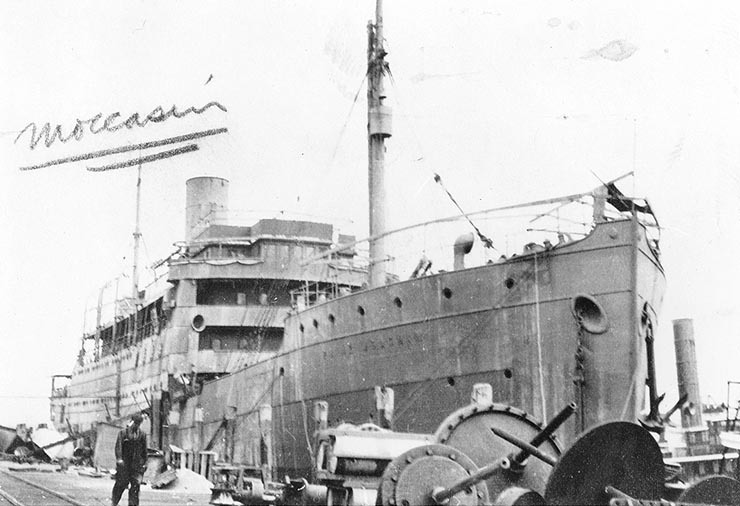
Die Prinz Joachim der Hapag als US-Transporter Moccasin

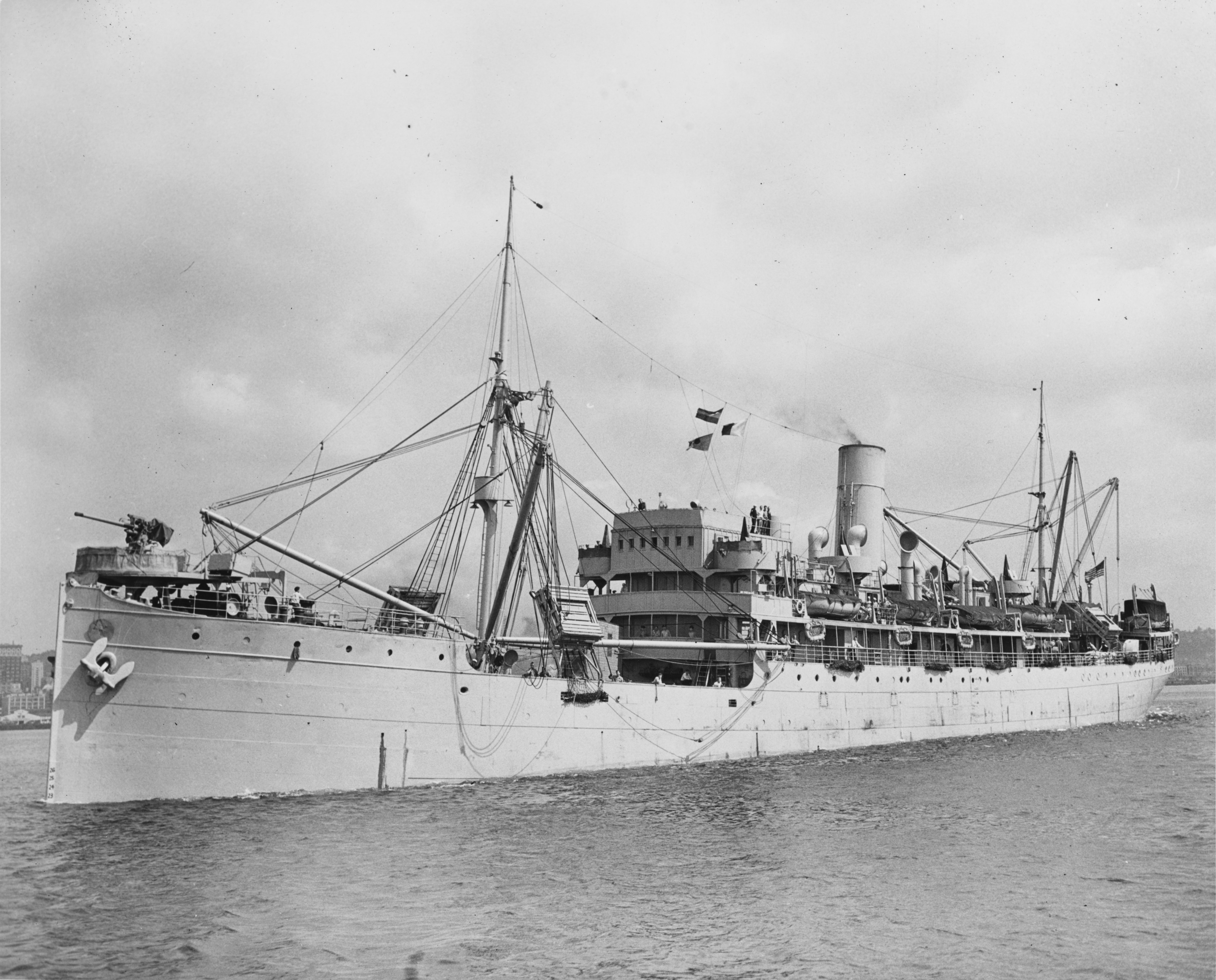
Die Prinz Eitel Friedrich der Hapag als US-Transporter Otsego

Die Linie A führte von New York über die Fortune-Insel, Santiago de Cuba, Kingston, Colon, Port Limon nach Santa Marta und lief auch auf dem Rückweg diese Häfen wieder an. Sie wurde von den Kühlschiffen Carl Schurz und Emil L. Boas bedient, die Einrichtungen für 80 Passagiere der 1. Klasse aufwiesen.

### Linie B
Die Linie B bediente außerdem die Häfen Bocas del Toro und Pearl Lagoon und wurde von den Schiffen Prinz August Wilhelm und Prinz Joachim befahren.

### Linie C
Auf der Linie C wurden die Schiffe Alemannia und Albingia eingesetzt, sie liefen Inagua, Cap Hayti, Port de Paix, Gonaives, Port-au-Prince, Cartagena, Pto. Colombia, Kingston Jamaika, Jeremie, Port-au-Prince und Inagua an.

### Linie D
Die Linie D verlief ähnlich der Linie C. Sie wurde mit den Schiffen Prinz Sigismund und Prinz Eitel Friedrich bedient, die Inagua, St. Marc, Port-au-Prince, Petit Goave, Miragoane, Jeremie, Aux Cayes, Jacemel, Cartagena, Pto. Colombia, Kingston Jamaika und Inagua anliefen.

### Linie E
Die Linie E wurde von der Minnesota und Kingston bedient. Sie begann nicht in New York, sondern in Kingston und fuhr über Black River, Sav. La Mar, Luceea, Montego Bay, Falmouth, Dry Harbour, St. Anns Bay, Port Maria, Port Antonio nach Annato Bay.